# Pterorhinus koslowi
Pterorhinus koslowi é uma espécie de ave da família Leiothrichidae.
É endémica da China.
Está ameaçada por perda de habitat.